# Cucufate
Cucufate (Scillium, III secolo – Barcellona, 304 o 305) è stato un martire cristiano, venerato come santo dalla Chiesa cattolica.

## Agiografia
Il periodo in cui Cucufate è vissuto è dubbio, ma è generalmente posto al tempo dell'imperatore Diocleziano (243-305). La vita del santo è ampiamente raccontata da un testo privo di elementi storici, attribuito ad un anonimo scrittore dell'VIII secolo.
Cucufate nacque in una famiglia nobile e ricca di Scillium, antica cittadina nella provincia romana di Cartagine, probabilmente verso la metà del III secolo. Insieme al compagno Felice, entrò a far parte della comunità cristiana di Cesarea in Mauritania, all'interno della quale ottenne la carica di diacono. Una volta che la persecuzione di Diocleziano iniziò a dilagare nelle province orientali dell'impero, Cucufate e Felice s'imbarcarono alla volta dell'Occidente, adducendo come pretesto per la fuga dei motivi commerciali.
Sbarcati sulle coste di Barcellona, i due si finsero mercanti per dedicarsi alla diffusione della religione cristiana, battezzando la popolazione locale e sostenendo i poveri del paese. Cucufate, stando a quanto detto dalle leggende cristiane, era immensamente generoso con i bisognosi e un grande operatore di miracoli.
Ben presto, Felice si trasferì a Gerona, in Catalogna, dove avrebbe subito il martirio all'inizio del IV secolo, mentre Cucufate rimase a Barcellona, continuando con le sue campagne di evangelizzazione a favore della comunità cristiana locale.
Scoperto mentre era intento a predicare, il santo venne arrestato per ordine del proconsole locale Galerio: la leggendaria "Passio" racconta che Cucufate venne violentemente trascinato via da dodici robusti soldati ingaggiati da Galerio e, al suo rifiuto di sacrificare agli idoli, denudato completamente e frustato senza pietà. Il santo venne poi tormentato con uncini aguzzi e scorpioni postiglisi sulla schiena, e in seguito arrostito vivo dopo essere stato ricoperto di vino e pepe, sebbene un intervento divino lo salvò dalla morte e da qualsiasi ferita.
Cucufate venne quindi bruciato sul rogo, ma le fiamme, anziché consumare il santo, si avventarono sui carnefici, uccidendoli quasi tutti. Riportato in prigione, il santo ricevette una visione divina nella sua cella, al punto da convertire tutti i suoi carcerieri, esterrefatti dall'immensa luce che sprigionava quel tetro carcere. 
Il giorno dopo, Cucufate venne ricondotto da Galerio il quale, infuriato, ordinò di bastonarlo con fruste di ferro; le torture furono talmente selvagge da fargli fuoriuscire gli intestini ma un nuovo intervento di Dio provocò un enorme bagliore di luce che accecò i torturatori e diede fuoco agli idoli e allo stesso Galerio, il quale morì carbonizzato. Cucufate ottenne invece la guarigione, ritrovando i suoi intestini miracolosamente intatti.
A Galerio subentrò il prefetto Massimiano, il quale continuò la serie di sevizie e torture verso il santo: tuttavia, mentre era intento ad assistere su un carro ai suoi supplizi, prese improvvisamente fuoco e morì tra acuti tormenti come il suo predecessore. Rufino, il nuovo prefetto, un ufficiale del prefetto Daciano, impaurito dalle morti degli altri due governatori, stabilì prudentemente di non infliggere nessun'altra tortura al santo, ma lo fece decapitare con un enorme coltellaccio. L'esecuzione avvenne nel 304 o nel 305. Il corpo del santo, abbandonato sul luogo del martirio, venne amorevolmente raccolto da due cristiane di Iluro (l'odierna Mataró), Giuliana e Semproniana, che lo seppellirono; scoperte, entrambe vennero martirizzate.

## Nella letteratura
Il poeta latino Prudenzio menzionò Cucufate in un suo inno, riferendogli questa breve espressione: «Barcinon claro Cucufate freta/surget»; il santo ha riscontro anche nel Martyrologium Hieronymianum, nel Libro di Preghiera di Verona (VII secolo); in un inno chiamato Barcino laeto Cucufate vernans (VII secolo, ricordato nei manoscritti di Toledo e Silos, X-XI secolo), attribuito a Quirico, vescovo di Toledo; il Liber Sacramentorum (Toledo, IX secolo, messa mozarabica dedicata a San Cucufate); Martirologio di Adone; Martirologio di Usuardo (IX secolo), e il Martirologio di San Pietro di Cardeña (X secolo, presupposta copia del manoscritto del VII secolo).

## Culto
Il suo giorno di memoria ricorre il 25 luglio, sebbene in alcune zone venga festeggiato il 27 luglio, per evitare che la sua venerazione coincida con l'importante ricorrenza di San Giacomo, patrono della Spagna.

### Reliquie
Al tempo in cui la prima comunità benedettina pervenne a San Cugat nel IX secolo, il monastero era già basato sul culto di Cucufate. A partire dell'VIII secolo, Sant Cugat sosteneva di possedere anche le reliquie del santo. In quel secolo, l'abate Fulrado aveva trasferito una reliquia di Cucufate da Sant Cugat nell'abbazia di Saint-Denis. Le reliquie del santo occuparono un posto d'onore nella basilica francese, venendo posizionate nell'abside destro.
Dal XIV secolo, Sant Cugat collocò i resti del santo in una piccola cassa, decorata con le scene della sua vita. Questo cofano finì nella parrocchiale di Sant Cugat del Rec (o "del Forn") a Barcellona dopo che i monasteri venne sottoposti alla manomorta.
Nel 1950, Sant Cugat commemorò una reliquia proveniente dalla cassa di Sant Cugat del Rec. Quelle reliquie si trovano ancora oggi nella cripta della basilica di Santa Maria del Mar.
Numerose chiese in Europa, a partire dal Medioevo, dichiaravano di possedere le sue reliquie, tra le quali alcune dell'isola di Reichenau, le cattedrali di Braga e Oviedo; e il comune francese di Lièpvre, il cui monastero venne fondato da Fulrado che trasferì alcune delle reliquie di Cucufate a Saint-Denis.

## Patronato
A Cucufate non è generalmente attribuito un particolare patronato, sebbene Ángel Rodríguez Vilagrán scriva che nei Costumari Català di Joan Amades sia menzionato che, anticamente, i gobbi veneravano Cucufate come loro santo patrono, come anche i piccoli rapinatori. Le origini di questo patronato sono tuttora sconosciute.